# Madrigali Magri
I Madrigali Magri sono stati un gruppo musicale post rock italiano nato nel 1995 tra Nizza Monferrato ed Acqui Terme. La band, approdata alla scuderia Wallace Records nel 1999 è anche conosciuta per essere il primo progetto musicale di una certa risonanza di Giovanni Succi, in seguito meglio conosciuto per la sua attività cantautorale solista e come autore di testi ed arrangiamenti dei Bachi da pietra.

## Storia dei Madrigali Magri

### 1995-1999: Gli esordi e l'autoproduzione
I Madrigali Magri nacquero nel 1995 tra Nizza Monferrato ed Acqui Terme dall'incontro di Gianbeppe Succi, Nicoletta Parodi e Valerio Rossi. La band scelse un nome che rappresentasse la loro volontà di comporre canzoni scarne e minimali, unendo nel contempo "una parola vecchia che suona ricca ed una parola contemporanea che suona povera" dando così l'idea della dualità astrazione/concretezza insita nelle varie anime del gruppo.
In questi primi anni i Madrigali Magri autoprodussero tre cassette su Portastudio, tra cui la loro prima omonima del 1996 che vedeva anche la partecipazione di Paolo Enrico Archetti Maestri degli Yo Yo Mundi e Matteo Sandri dei Broken come chitarristi nel brano Stige. Le loro prime cassette erano spesso influenzate da sonorità noise rock tipiche di un certo underground statunitense di quel periodo, ed il loro brano Ominide fu inserito nella compilazione Zona Libera (Zona Libera Records, 1997) al fianco di band ed artisti come Linea 77, Daniele Brusaschetto e Vortice Cremisi. Sempre in questi anni parteciparono alla trasmissione Liberi Gruppi condotta da Filippo Solibello su Radio Popolare Milano
Fu solo in seguito ad un concerto dei L'Enfance Rouge che i Madrigali Magri chiesero a François-Régis Cambuzat e Chiara Locardi di curare la produzione artistica del loro primo album. La band entrò così nel loro studio a Preggio, dove incisero il loro primo album autoprodotto intitolato Lische, un disco cantato in italiano, dalla forte attitudine sperimentale e con un largo utilizzo di sonorità dissonanti che generavano un senso di incomunicabilità fatta di "voci sussurrate [...] chitarre spesso acustiche volutamente sotto tono, rumore bianco". L'album trovò la distribuzione nazionale della White’n’Black ed il sostegno di Luca Ribuoli, che allora gestiva la Zarathustra e per un certo periodo curò il management della band. Il disco raccolse un discreto consenso di critica e di vendite, facendo conoscere la band nella penisola tanto che Il Mucchio gli dedicò la copertina dell'inserto mensile Fuori dal Mucchio.

### 2000-2004: I Madrigali Magri alla Wallace Records
Fu proprio grazie a Lische ed alla discreta notorietà acquisita negli ambienti del rock alternativo italiano che la band firmò il contratto con la Wallace Records, per la quale nel 2000 incisero Negarville. L'album, che sembrava porre maggiormente l'accento sulla sperimentazione rispetto al precedente, pur risultando difficilmente catalogabile rispetto alle sonorità ad esso contemporanee fu un'ulteriore conferma della band, tanto da esser definito da Piero Scaruffi come "un disco importante per lo svecchiamento della scena musicale italiana". Nello stile Negarville, anche grazie al tono recitativo della voce ed ai testi di Gianbeppe Succi, richiamava alla mente "la registrazione di una rappresentazione teatrale d'avanguardia, con momenti di ermetismo, colpi di scena e lunghi silenzi espressivi", simile ad una "voce che sussurra e rantola come attraverso un confessionale". Il brano che dà nome all'album fu poi inserito nella compilazione EP-ROM della fanzine Equilibrio Precario, che racchiudeva un'ampia selezione di band della scena alternativa italiana.
Sempre su Wallace Records, uscì nel 2002 il loro terzo album intitolato Malacarne, un album ancor più oscuro dei precedenti, fatto di tonalità di "rock scarnificato, “jazzato” e “bluesificato”". Oltre al consueto tour nazionale della band, che li vide anche sul palco del MEI dedicato alle band distribuite da Audioglobe, Gianbeppe Succi propose, tra il 2002 ed il 2003, un tour solista che lo vedeva eseguire i brani di Malacarne accompagnato da un video di Francesca Fini appositamente preparato per questi concerti. È poi del 2003 il tour italiano in cui i Madrigali Magri aprivano i concerti dei The Black Heart Procession.
I Madrigali Magri si sciolsero infine nel 2004, dopo aver pubblicato Mini, il loro ultimo lavoro, distribuito solamente sul web.

### Dopo i Madrigali Magri
L'unico a proseguire la carriera musicale dopo l'esperienza Madrigali Magri fu Gianbeppe Succi che, con lo pseudonimo di Giovanni Succi, inaugurò un nuovo progetto musicale chiamato Bachi da pietra con Bruno Dorella della Bar La Muerte realizzando 6 album e diversi EP, singoli e split. Il nuovo progetto di Succi rappresentò un'altra esperienza importante per il rock indipendente italiano, tanto che il loro Tarlo terzo (Wallace Records, 2008) venne inserito da Federico Guglielmi tra i 50 migliori album di rock cantato in italiano realizzati tra il 2000 ed il 2010.
In seguito Giovanni Succi intraprese la carriera solista.

## Formazione
- Giambeppe Succi - voce e chitarra
- Nicoletta Parodi - basso
- Valerio Rossi - batteria

## Discografia

### Album
- 1998 - Lische (Autoprodotto)
- 2000 - Negarville (Wallace Records)
- 2002 - Malacarne (Wallace Records)
- 2004 - Mini (Autoprodotto)